# Masters de Madrid 2025
El Mutua Madrid Open 2025 fue un torneo de tenis ATP Tour Masters 1000 en su rama masculinay WTA 1000 en la femenina,se disputó en la Caja Mágica de Madrid (España). Fue el segundo Masters 1000 en polvo de ladrillo para el ATP Tour y el primer WTA 1000 en polvo de ladrillo de la temporada para el WTA Tour. Se celebró del 23 de abril al 4 de mayo de 2025.
El 28 de abril, algunos juegos se interrumpieron y finalmente se abandonaron debido a un corte de energía generalizado en España y el sur de Europa.

## Puntos y premios en efectivo

### Distribución de puntos
| Evento                  | G    | F   | SF  | CF  | R16 | R32 | R64 | R128 | C  | C2 | C1 |
| Individuales masculinos | 1000 | 650 | 400 | 200 | 100 | 50  | 30  | 10   | 20 | 10 | 0  |
| Dobles masculinos       | 1000 | 600 | 360 | 180 | 90  | 0   | —   | —    | —  | —  | —  |
| Individuales femeninos  | 1000 | 650 | 390 | 215 | 120 | 65  | 35  | 10   | 30 | 20 | 2  |
| Dobles femeninos        | 1000 | 650 | 390 | 215 | 120 | 10  | —   | —    | —  | —  | —  |

### Premios en efectivo
| Evento                  | G        | F        | SF       | CF       | R16     | R32     | R64     | R128    | C2      | C1    |
| Individuales masculinos | €985 030 | €523 870 | €291 040 | €165 670 | €90 445 | €52 925 | €30 895 | €20 820 | €12 090 | €6270 |
| Individuales femeninos  | €985 030 | €523 870 | €291 040 | €165 670 | €90 445 | €52 925 | €30 895 | €20 820 | €12 090 | €6270 |
| Dobles masculinos       | €400 560 | €212 860 | €113 880 | €56 950  | €30 540 | €16 690 | —       | —       | —       | —     |
| Dobles femeninos        | €400 560 | €212 860 | €113 880 | €56 950  | €30 540 | €16 690 | —       | —       | —       | —     |

## Cabezas de serie

### Individuales masculino
| N.º | Rank. | Tenista               | Puntos | Puntos por defender | Puntos ganados | Nuevos puntos | Ronda hasta la que avanzó en el torneo                 |
| 1   | 2     | Alexander Zverev      | 8085   | 100                 | 100            | 8085          | Cuarta ronda, perdió ante Francisco Cerúndolo [20]     |
| 2   | 3     | Carlos Alcaraz        | 8050   | 200                 | 0              | 7850          | Baja antes de la segunda ronda.                        |
| 3   | 4     | Taylor Fritz          | 5115   | 400                 | 100            | 4815          | Cuarta ronda, perdió ante Casper Ruud [14]             |
| 4   | 5     | Novak Djokovic        | 4120   | 0                   | 10             | 4130          | Segunda ronda, perdió ante Matteo Arnaldi              |
| 5   | 6     | Jack Draper           | 3820   | 30                  | 650            | 4440          | Final, perdió ante Casper Ruud [14]                    |
| 6   | 7     | Álex de Miñaur        | 3585   | (50)                | 100            | 3635          | Cuarta ronda, perdió ante Lorenzo Musetti [10]         |
| 7   | 8     | Andrey Rublev         | 3530   | 1000                | 50             | 2580          | Tercera ronda, perdió ante Aleksandr Búblik            |
| 8   | 9     | Holger Rune           | 3480   | 50                  | 10             | 3440          | Segunda ronda, se retiró ante Flavio Cobolli           |
| 9   | 10    | Daniil Medvédev       | 3290   | 200                 | 200            | 3290          | Cuartos de final, perdió ante Casper Ruud [14]         |
| 10  | 11    | Lorenzo Musetti       | 3200   | (50)                | 400            | 3550          | Semifinales, perdió ante Jack Draper [5]               |
| 11  | 12    | Tommy Paul            | 3160   | 50                  | 100            | 3210          | Cuarta ronda, perdió ante Jack Draper [5]              |
| 12  | 13    | Ben Shelton           | 3020   | 50                  | 50             | 3020          | Tercera ronda, perdió ante Jakub Mensik [22]           |
| 13  | 14    | Arthur Fils           | 2920   | 10                  | 10             | 2920          | Segunda ronda, perdió ante Francisco Comesaña          |
| 14  | 15    | Casper Ruud           | 2815   | 100                 | 1000           | 3715          | Campeón, venció a Jack Draper [5]                      |
| 15  | 16    | Grigor Dimitrov       | 2595   | 10                  | 100            | 2685          | Cuarta ronda, perdió ante Gabriel Diallo [LL]          |
| 16  | 17    | Frances Tiafoe        | 2550   | 10                  | 100            | 2640          | Cuarta ronda, perdió ante Matteo Arnaldi               |
| 17  | 18    | Stefanos Tsitsipas    | 2415   | (45)                | 50             | 2420          | Tercera ronda, perdió ante Lorenzo Musetti [10]        |
| 18  | 19    | Félix Auger-Aliassime | 2375   | 650                 | 10             | 1735          | Segunda ronda, perdió ante Juan Manuel Cerúndolo [Q]   |
| 19  | 20    | Tomáš Macháč          | 2235   | 30                  | 10             | 2215          | Segunda ronda, perdió ante Jacob Fearnley [Q]          |
| 20  | 21    | Francisco Cerúndolo   | 2225   | 200                 | 400            | 2425          | Semifinales, perdió ante Casper Ruud [14]              |
| 21  | 22    | Ugo Humbert           | 2185   | 50                  | 10             | 2145          | Segunda ronda, perdió ante Alexandre Müller            |
| 22  | 23    | Jakub Mensik          | 2032   | 50                  | 200            | 2182          | Cuartos de final, perdió ante Francisco Cerúndolo [20] |
| 23  | 24    | Sebastian Korda       | 2020   | 50                  | 50             | 2020          | Tercera ronda, perdió ante Casper Ruud [14]            |
| 24  | 25    | Karen Khachanov       | 1960   | 100                 | 50             | 1910          | Tercera ronda, perdió ante Tommy Paul [11]             |
| 25  | 26    | Alexei Popyrin        | 1860   | 10                  | 10             | 1860          | Segunda ronda, perdió ante Aleksandr Búblik            |
| 26  | 27    | Jiří Lehečka          | 1795   | 400                 | 10             | 1405          | Segunda ronda, perdió ante Cameron Norrie              |
| 27  | 28    | Hubert Hurkacz        | 1755   | 100                 | 10             | 1665          | Segunda ronda, perdió ante Benjamin Bonzi              |
| 28  | 29    | Alejandro Davidovich  | 1745   | 50                  | 50             | 1745          | Tercera ronda, perdió ante Alexander Zverev [1]        |
| 29  | 30    | Denis Shapovalov      | 1726   | 50                  | 50             | 1726          | Tercera ronda, perdió ante Álex de Miñaur [6]          |
| 30  | 31    | Matteo Berrettini     | 1620   | 0                   | 50             | 1670          | Tercera ronda, se retiró ante Jack Draper [5]          |
| 31  | 32    | Brandon Nakashima     | 1605   | 30                  | 100            | 1675          | Cuarta ronda, perdió ante Daniil Medvédev [9]          |
| 32  | 33    | Sebastián Báez        | 1580   | 50                  | 10             | 1540          | Segunda ronda, perdió ante Damir Džumhur               |

- Ranking del 21 de abril de 2025.[6]

#### Bajas masculinas (cabezas de serie o sembrados)
| Clasif | Jugador       | Puntos Antes | Puntos a defender | Puntos ganados | Puntos después | Baja debido a          |
| ------ | ------------- | ------------ | ----------------- | -------------- | -------------- | ---------------------- |
| 1      | Jannik Sinner | 9930         | 200               | 0              | 9730           | Suspensión por dopaje. |

### Dobles masculino
| Tenistas                           | Ranking | Preclasificado |
| Marcelo Arévalo Mate Pavić         | 2       | 1              |
| Harri Heliövaara Henry Patten      | 7       | 2              |
| Kevin Krawietz Tim Puetz           | 13      | 3              |
| Simone Bolelli Andrea Vavassori    | 17      | 4              |
| Marcel Granollers Horacio Zeballos | 21      | 5              |
| Nikola Mektić Michael Venus        | 29      | 6              |
| Julian Cash Lloyd Glasspool        | 29      | 7              |
| Nathaniel Lammons Jackson Withrow  | 37      | 8              |

### Individuales femenino
| N.º | Rank. | Tenista               | Puntos | Puntos por defender | Puntos ganados | Nuevos puntos | Ronda hasta la que avanzó en el torneo                |
| 1   | 1     | Aryna Sabalenka       | 10 758 | 650                 | 1000           | 11 118        | Campeona, venció a Cori Gauff [4]                     |
| 2   | 2     | Iga Świątek           | 7383   | 1000                | 390            | 6773          | Semifinales, perdió ante Cori Gauff [4]               |
| 3   | 3     | Jessica Pegula        | 6209   | (30)                | 65             | 6243          | Tercera ronda, perdió ante Moyuka Uchijima            |
| 4   | 4     | Cori Gauff            | 6063   | 120                 | 650            | 6603          | Final, perdió ante Aryna Sabalenka [1]                |
| 5   | 5     | Madison Keys          | 4999   | 390                 | 215            | 4824          | Cuartos de final, perdió ante Iga Świątek [2]         |
| 6   | 6     | Jasmine Paolini       | 4930   | 120                 | 65             | 4875          | Tercera ronda, perdió ante María Sákkari              |
| 7   | 7     | Mirra Andreeva        | 4781   | 215                 | 215            | 4781          | Cuartos de final, perdió ante Cori Gauff [4]          |
| 8   | 8     | Qinwen Zheng          | 4193   | 10                  | 10             | 4193          | Segunda ronda, perdió ante Anastasia Potapova         |
| 9   | 9     | Paula Badosa          | 3821   | (0)                 | 0              | 3821          | Baja antes de la segunda ronda                        |
| 10  | 11    | Elena Rybakina        | 3308   | 390                 | 65             | 2983          | Tercera ronda, perdió ante Elina Svitolina [17]       |
| 11  | 10    | Emma Navarro          | 3797   | 65                  | 65             | 3797          | Tercera ronda, perdió ante Donna Vekić [19]           |
| 12  | 12    | Karolína Muchová      | 2919   | (0)                 | 0              | 2919          | Baja antes de la segunda ronda.                       |
| 13  | 13    | Diana Shnaider        | 2913   | 10                  | 120            | 3023          | Cuarta ronda, perdió ante Iga Świątek [2]             |
| 14  | 14    | Daria Kasatkina       | 2741   | 120                 | 65             | 2686          | Tercera ronda, perdió ante Ekaterina Alexandrova [21] |
| 15  | 16    | Amanda Anisimova      | 2617   | 10                  | 10             | 2617          | Segunda ronda, perdió ante Peyton Stearns             |
| 16  | 19    | Beatriz Haddad Maia   | 2209   | 215                 | 65             | 2059          | Tercera ronda, perdió ante Belinda Bencic             |
| 17  | 17    | Elina Svitolina       | 2430   | 10                  | 390            | 2810          | Semifinales, perdió ante Aryna Sabalenka [1]          |
| 18  | 20    | Liudmila Samsonova    | 2150   | 65                  | 65             | 2150          | Tercera ronda, perdió ante Yuliia Starodubtseva [Q]   |
| 19  | 21    | Donna Vekić           | 2141   | 35                  | 120            | 2226          | Cuarta ronda, perdió ante Madison Keys [5]            |
| 20  | 23    | Clara Tauson          | 2035   | 2                   | 10             | 2235          | Segunda ronda, perdió ante Belinda Bencic             |
| 21  | 22    | Ekaterina Alexandrova | 2048   | 10                  | 120            | 2158          | Cuarta ronda, perdió ante Moyuka Uchijima             |
| 22  | 24    | Yulia Putintseva      | 1873   | 215                 | 10             | 1668          | Segunda ronda, perdió ante Rebeka Masarova [Q]        |
| 23  | 18    | Jeļena Ostapenko      | 2345   | 120                 | 10             | 2235          | Segunda ronda, perdió Anastasija Sevastova            |
| 24  | 36    | Marta Kostyuk         | 1481   | 10                  | 215            | 1686          | Cuartos de final, perdió ante Aryna Sabalenka [1]     |
| 25  | 25    | Leylah Fernandez      | 1763   | 65                  | 10             | 1708          | Segunda ronda, perdió ante Ann Li                     |
| 26  | 28    | Ons Jabeur            | 1663   | 215                 | 10             | 1458          | Segunda ronda, perdió ante Moyuka Uchijima            |
| 27  | 27    | Magdalena Fręch       | 1745   | 10                  | 65             | 1800          | Tercera ronda, perdió ante Mirra Andreeva [7]         |
| 28  | 26    | Elise Mertens         | 1756   | 10                  | 65             | 1811          | Tercera ronda, perdió ante Aryna Sabalenka [1]        |
| 29  | 33    | Magda Linette         | 1556   | 35                  | 10             | 1531          | Segunda ronda, perdió ante María Sákkari              |
| 30  | 29    | Anna Kalinskaya       | 1619   | 10                  | 65             | 1674          | Tercera ronda, perdió ante Madison Keys [5]           |
| 31  | 31    | Linda Nosková         | 1573   | 10                  | 65             | 1628          | Tercera ronda, perdió ante Iga Świątek [2]            |
| 32  | 32    | Sofia Kenin           | 1563   | 10                  | 65             | 1618          | Tercera ronda, perdió ante Anastasia Potapova         |

- Ranking del 14 de abril de 2025.[8]

#### Bajas femeninas
| Rank. | Tenista            | Puntos antes | Puntos por defender | Puntos ganados | Puntos después | Motivo                |
| ----- | ------------------ | ------------ | ------------------- | -------------- | -------------- | --------------------- |
| 15    | Barbora Krejčiková | 2674         | 10                  | 0              | 2664           | Lesión en la espalda. |
| 30    | Danielle Collins   | 1581         | 120                 | 0              | 1461           |                       |

### Dobles femenino
| Tenista                            | Ranking | Preclasificada |
| Gabriela Dabrowski Erin Routliffe  | 8       | 1              |
| Sara Errani Jasmine Paolini        | 12      | 2              |
| Su-wei Hsieh Jeļena Ostapenko      | 14      | 3              |
| Caroline Dolehide Desirae Krawczyk | 30      | 4              |
| Mirra Andreeva Diana Shnaider      | 31      | 5              |
| Anna Danilina Irina Khromacheva    | 34      | 6              |
| Asia Muhammad Demi Schuurs         | 34      | 7              |
| Sofia Kenin Lyudmyla Kichenok      | 46      | 8              |

## Campeones

### Individual masculino
Casper Ruud venció a  Jack Draper por 7-5, 3-6, 6-4

### Individual femenino
Aryna Sabalenka venció a  Cori Gauff por 6-3, 7-6(7-3)

### Dobles masculino
Marcel Granollers /  Horacio Zeballos vencieron a  Marcelo Arévalo /  Mate Pavić por 6-4, 6-4

### Dobles femenino
Sorana Cîrstea /  Anna Kalinskaya vencieron a  Veronika Kudermetova /  Elise Mertens por 6-7(10-12), 6-2, [12-10]